# 「三北」防護林プロジェクト
「三北」防護林プロジェクト（英: Three-North Shelter Forest Program, 中: 三北防护林）とは、砂漠化と土壌侵食の対策として、中華人民共和国政府が中国北部の三北（中国西北、華北、中国東北）地域に森林地帯を建設するプロジェクト。
中国国家林業草原局、中国北西部、および北東防風林建設局（三北防風林プロジェクト管理事務所）が実施していて、責任を負っている。
プロジェクトは1978年11月に開始され、3段階で進んでいく、2050年に完了する予定である。
2001年に、プロジェクトの第2段階が開始された。「三北」防護林プロジェクトは、世界中最大な生態系プロジェクトとなっている。

## ゴビ砂漠の影響

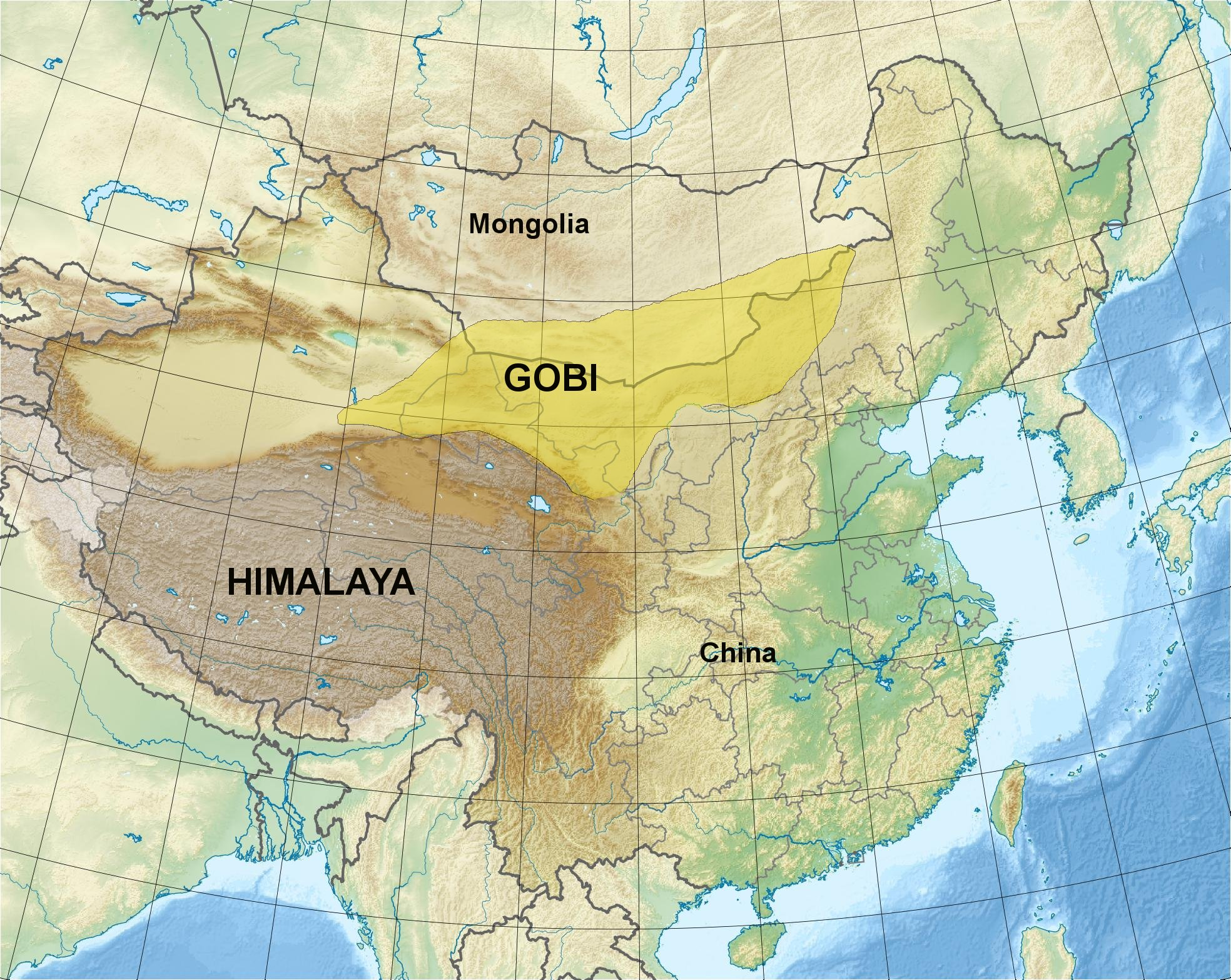
中国とゴビ砂漠の位置関係

黄砂嵐からの塵の世界的な動き